# Filippo Megli
Filippo Megli (Firenze, 10 maggio 1997) è un nuotatore italiano.

## Biografia
Ha gareggiato nei 200 metri maschili stile libero ai mondiali di nuoto di Budapest 2017, classificandosi ventottesimo.
Ai Giochi del Mediterraneo di Tarragona 2018 ha conquistato l'oro nella staffetta 4x200 metri stile libero, gareggiando al fianco di Stefano Di Cola, Matteo Ciampi e Mattia Zuin.
Ha partecipato ai campionati europei di nuoto di Glasgow 2018, vincendo la medaglia di bronzo nella staffetta 4x200 metri stile libero, con i connazionali Alessio Proietti Colonna, Mattia Zuin, Matteo Ciampi e Stefano Di Cola. È inoltre entrato in finale nei 200 sl stabilendo per 2 volte il record italiano della specialità, fissandolo in 1'45"67 (precedente Emiliano Brembilla 1'46"29).
Ai mondiali di Gwangju 2019 si è classificato quarto nella staffetta 4x200 metri stile libero ed ha stabilito il primato nazionale con il tempo di 7'04″97. Il suo tempo di frazione è stato 1'46″79, quello dei compagni Matteo Ciampi 1'46″42, Stefano Ballo 1'45″66 e Stefano Di Cola 1'46″10.
Negli anni successivi ottiene numerosi piazzamenti a podio in staffetta, compreso un bronzo mondiale in vasca corta nel 2024 e un oro europeo a Roma nel 2022.

## Record nazionali

### Seniores

#### Vasca lunga
- Staffetta 4×200 metri stile libero vasca lunga: 7'02"01 ( Gwangju, 26 luglio 2019) (Filippo Megli (1'45"86) Gabriele Detti, (1'45"30), Stefano Ballo (1'45"27), Stefano Di Cola (1'45"58))
- Staffetta 4×200 metri stile libero mista vasca lunga: 7'32"37 ( Glasgow, 4 agosto 2018) (Filippo Megli (1'47"48), Alessio Proietti Colonna (1'48"37), Federica Pellegrini (1'56"76), Margherita Panziera (1'59"76))

## Palmarès
- Mondiali in vasca corta

Budapest 2024: bronzo nella 4x200 m sl.
- Europei

Londra 2016: bronzo nella 4x200m sl.
Glasgow 2018: bronzo nella 4x200m sl.
Budapest 2020: argento nella 4x200m sl mista e bronzo nella 4x200m sl.
Roma 2022: oro nella 4x100m sl, argento nella 4x200m sl e bronzo nella 4x200m sl mista.
- Europei in vasca corta

Kazan' 2021: argento nella 4x50m sl mista.
- Giochi del Mediterraneo

Tarragona 2018: oro nella 4x200m sl e argento nei 200m sl.
Orano 2022: oro nei 100m sl, nei 200m sl e nella 4x100m sl.

### Campionati italiani
| Anno | Edizione    | stile libero 200 m | stile libero 4x100 m | stile libero 4x200 m |
| ---- | ----------- | ------------------ | -------------------- | -------------------- |
| 2021 | Primaverili | 2                  | -                    | -                    |
| 2021 | Invernali   | 2                  | -                    | -                    |
| 2022 | Estivi      | 2                  | -                    | -                    |
| 2023 | Primaverili | 3                  | -                    | -                    |
| 2024 | Primaverili | 2                  | 2                    | 2                    |
| 2025 | Primaverili | 2                  | 3                    | 3                    |